# Volta a Noruega 2023
La Volta a Noruega 2023, 12a edició de la Volta a Noruega, es va disputar entre el 26 i el 29 de maig de 2023 sobre un recorregut de 407,6 km repartits en quatre etapes. La cursa formava part del calendari de l'UCI ProSeries 2023, amb una categoria 2.Pro.
El vencedor fou l'anglès Ben Tulett (Ineos Grenadiers), que s'imposà per tan sols cinc segons al seu company d'equip Magnus Sheffield. Completà el podi el belga Thibau Nys (Trek-Segafredo).

## Equips
Dinou equips van prendre part en aquesta edició de la Volta a Noruega: vuit UCI WorldTeams, set UCI ProTeams, tres equips continentals i una selecció nacional.
| WorldTeams (8)- Alpecin-Deceuninck - Bora-Hansgrohe - EF Education-EasyPost - Ineos Grenadiers - Intermarché-Circus-Wanty - Jumbo-Visma - Team DSM - Trek-Segafredo ProTeams (7)- Caja Rural-Seguros RGA - Green Project-Bardiani CSF-Faizanè - Human Powered Health - Q36.5 Pro Cycling Team - Team Flanders-Baloise - Tudor Pro Cycling Team - Uno-X Pro Cycling Team Equips continentals (3)- Leopard TOGT Pro Cycling - Saint Piran - Team Coop-Repsol Equip nacional- Noruega |
| |

## Etapes
| Etapa    | Data       | Ciutats d'etapa       | type              | Distància (km) | Desnivell (m) | Vencedor de l'etapa | Líder de la general |
| -------- | ---------- | --------------------- | ----------------- | -------------- | ------------- | ------------------- | ------------------- |
| Pròleg   | 26 de maig | Bergen                | cronoescalada     | 7,4            | 319 m         | Ben Tulett          | Ben Tulett          |
| 1a etapa | 27 de maig | Røldal – Hovden       | etapa accidentada | 85,2           | 1.463 m       | Mike Teunissen      | Ben Tulett          |
| 2a etapa | 28 de maig | Valle – Stavanger     | etapa accidentada | 165,7          | 2.399 m       | Thibau Nys          | Ben Tulett          |
| 3a etapa | 29 de maig | Stavanger – Stavanger | etapa plana       | 149,3          | 1.277 m       | Alexander Kristoff  | Ben Tulett          |

### Pròleg
| \| Classificació de l'etapa \| Classificació de l'etapa \| Classificació de l'etapa \| Classificació de l'etapa \| Classificació de l'etapa \| \| Corredor \| Corredor \| Equip \| Temps \| \| \| ------------------------ \| -------------------------- \| ------------------------ \| ------------------------ \| ------------------------ \| \| 1r \| Ben Tulett \| Ineos Grenadiers \| 14' 28" \| \| \| 2n \| Magnus Sheffield \| Ineos Grenadiers \| + 1" \| \| \| 3r \| Attila Valter \| Jumbo-Visma \| + 20" \| \| \| 4t \| Ådne Holter \| Uno-X Pro Cycling Team \| + 27" \| \| \| 5è \| Mathias Vacek \| Trek-Segafredo \| + 28" \| \| \| 6è \| Thibau Nys \| Trek-Segafredo \| + 30" \| \| \| 7è \| Tobias Halland Johannessen \| Uno-X Pro Cycling Team \| + 31" \| \| \| 8è \| Rune Herregodts \| Intermarché-Circus-Wanty \| + 31" \| \| \| 9è \| Marco Brenner \| Team DSM \| + 32" \| \| \| 10è \| Alexander Kamp \| Tudor Pro Cycling Team \| + 32" \| \| |                            |                          |         |
| |                            |                          |         |
| Font: ProCyclingStats |                            |                          |         |
| Classificació de l'etapa |                            |                          |         |
| Corredor | Corredor                   | Equip                    | Temps   |
| 1r | Ben Tulett                 | Ineos Grenadiers         | 14' 28" |
| 2n | Magnus Sheffield           | Ineos Grenadiers         | + 1"    |
| 3r | Attila Valter              | Jumbo-Visma              | + 20"   |
| 4t | Ådne Holter                | Uno-X Pro Cycling Team   | + 27"   |
| 5è | Mathias Vacek              | Trek-Segafredo           | + 28"   |
| 6è | Thibau Nys                 | Trek-Segafredo           | + 30"   |
| 7è | Tobias Halland Johannessen | Uno-X Pro Cycling Team   | + 31"   |
| 8è | Rune Herregodts            | Intermarché-Circus-Wanty | + 31"   |
| 9è | Marco Brenner              | Team DSM                 | + 32"   |
| 10è | Alexander Kamp             | Tudor Pro Cycling Team   | + 32"   |

| \| Classificació general \| Classificació general \| Classificació general \| Classificació general \| Classificació general \| \| Corredor \| Corredor \| Equip \| Temps \| \| \| --------------------- \| -------------------------- \| ------------------------ \| --------------------- \| --------------------- \| \| 1r \| Ben Tulett \| Ineos Grenadiers \| 14' 28" \| \| \| 2n \| Magnus Sheffield \| Ineos Grenadiers \| + 1" \| \| \| 3r \| Attila Valter \| Jumbo-Visma \| + 20" \| \| \| 4t \| Ådne Holter \| Uno-X Pro Cycling Team \| + 27" \| \| \| 5è \| Mathias Vacek \| Trek-Segafredo \| + 28" \| \| \| 6è \| Thibau Nys \| Trek-Segafredo \| + 30" \| \| \| 7è \| Tobias Halland Johannessen \| Uno-X Pro Cycling Team \| + 31" \| \| \| 8è \| Rune Herregodts \| Intermarché-Circus-Wanty \| + 31" \| \| \| 9è \| Marco Brenner \| Team DSM \| + 32" \| \| \| 10è \| Alexander Kamp \| Tudor Pro Cycling Team \| + 32" \| \| |                            |                          |         |
| |                            |                          |         |
| Font: ProCyclingStats |                            |                          |         |
| Classificació general |                            |                          |         |
| Corredor | Corredor                   | Equip                    | Temps   |
| 1r | Ben Tulett                 | Ineos Grenadiers         | 14' 28" |
| 2n | Magnus Sheffield           | Ineos Grenadiers         | + 1"    |
| 3r | Attila Valter              | Jumbo-Visma              | + 20"   |
| 4t | Ådne Holter                | Uno-X Pro Cycling Team   | + 27"   |
| 5è | Mathias Vacek              | Trek-Segafredo           | + 28"   |
| 6è | Thibau Nys                 | Trek-Segafredo           | + 30"   |
| 7è | Tobias Halland Johannessen | Uno-X Pro Cycling Team   | + 31"   |
| 8è | Rune Herregodts            | Intermarché-Circus-Wanty | + 31"   |
| 9è | Marco Brenner              | Team DSM                 | + 32"   |
| 10è | Alexander Kamp             | Tudor Pro Cycling Team   | + 32"   |

### Etapa 1
| \| Classificació de l'etapa \| Classificació de l'etapa \| Classificació de l'etapa \| Classificació de l'etapa \| Classificació de l'etapa \| \| Corredor \| Corredor \| Equip \| Temps \| \| \| ------------------------ \| -------------------------- \| ------------------------ \| ------------------------ \| ------------------------ \| \| 1r \| Mike Teunissen \| Intermarché-Circus-Wanty \| 1h 58' 30" \| \| \| 2n \| Tobias Lund Andresen \| Team DSM \| + 0" \| \| \| 3r \| Jordi Meeus \| Bora-Hansgrohe \| + 0" \| \| \| 4t \| Thibau Nys \| Trek-Segafredo \| + 0" \| \| \| 5è \| Alexander Kamp \| Tudor Pro Cycling Team \| + 0" \| \| \| 6è \| Tobias Halland Johannessen \| Uno-X Pro Cycling Team \| + 0" \| \| \| 7è \| Robbe Ghys \| Alpecin-Deceuninck \| + 0" \| \| \| 8è \| Magnus Sheffield \| Ineos Grenadiers \| + 0" \| \| \| 9è \| Mick van Dijke \| Jumbo-Visma \| + 0" \| \| \| 10è \| Marijn van den Berg \| EF Education-EasyPost \| + 0" \| \| |                            |                          |            |
| |                            |                          |            |
| Font: ProCyclingStats |                            |                          |            |
| Classificació de l'etapa |                            |                          |            |
| Corredor | Corredor                   | Equip                    | Temps      |
| 1r | Mike Teunissen             | Intermarché-Circus-Wanty | 1h 58' 30" |
| 2n | Tobias Lund Andresen       | Team DSM                 | + 0"       |
| 3r | Jordi Meeus                | Bora-Hansgrohe           | + 0"       |
| 4t | Thibau Nys                 | Trek-Segafredo           | + 0"       |
| 5è | Alexander Kamp             | Tudor Pro Cycling Team   | + 0"       |
| 6è | Tobias Halland Johannessen | Uno-X Pro Cycling Team   | + 0"       |
| 7è | Robbe Ghys                 | Alpecin-Deceuninck       | + 0"       |
| 8è | Magnus Sheffield           | Ineos Grenadiers         | + 0"       |
| 9è | Mick van Dijke             | Jumbo-Visma              | + 0"       |
| 10è | Marijn van den Berg        | EF Education-EasyPost    | + 0"       |

| \| Classificació general \| Classificació general \| Classificació general \| Classificació general \| Classificació general \| \| Corredor \| Corredor \| Equip \| Temps \| \| \| --------------------- \| -------------------------- \| ------------------------ \| --------------------- \| --------------------- \| \| 1r \| Ben Tulett \| Ineos Grenadiers \| 2h 12' 58" \| \| \| 2n \| Magnus Sheffield \| Ineos Grenadiers \| + 1" \| \| \| 3r \| Attila Valter \| Jumbo-Visma \| + 20" \| \| \| 4t \| Ådne Holter \| Uno-X Pro Cycling Team \| + 27" \| \| \| 5è \| Mathias Vacek \| Trek-Segafredo \| + 28" \| \| \| 6è \| Thibau Nys \| Trek-Segafredo \| + 30" \| \| \| 7è \| Tobias Halland Johannessen \| Uno-X Pro Cycling Team \| + 31" \| \| \| 8è \| Rune Herregodts \| Intermarché-Circus-Wanty \| + 31" \| \| \| 9è \| Marco Brenner \| Team DSM \| + 32" \| \| \| 10è \| Alexander Kamp \| Tudor Pro Cycling Team \| + 32" \| \| |                            |                          |            |
| |                            |                          |            |
| Font: ProCyclingStats |                            |                          |            |
| Classificació general |                            |                          |            |
| Corredor | Corredor                   | Equip                    | Temps      |
| 1r | Ben Tulett                 | Ineos Grenadiers         | 2h 12' 58" |
| 2n | Magnus Sheffield           | Ineos Grenadiers         | + 1"       |
| 3r | Attila Valter              | Jumbo-Visma              | + 20"      |
| 4t | Ådne Holter                | Uno-X Pro Cycling Team   | + 27"      |
| 5è | Mathias Vacek              | Trek-Segafredo           | + 28"      |
| 6è | Thibau Nys                 | Trek-Segafredo           | + 30"      |
| 7è | Tobias Halland Johannessen | Uno-X Pro Cycling Team   | + 31"      |
| 8è | Rune Herregodts            | Intermarché-Circus-Wanty | + 31"      |
| 9è | Marco Brenner              | Team DSM                 | + 32"      |
| 10è | Alexander Kamp             | Tudor Pro Cycling Team   | + 32"      |

### Etapa 2
| \| Classificació de l'etapa \| Classificació de l'etapa \| Classificació de l'etapa \| Classificació de l'etapa \| Classificació de l'etapa \| \| Corredor \| Corredor \| Equip \| Temps \| \| \| ------------------------ \| -------------------------- \| ------------------------ \| ------------------------ \| ------------------------ \| \| 1r \| Thibau Nys \| Trek-Segafredo \| 4h 18' 33" \| \| \| 2n \| Edward Planckaert \| Alpecin-Deceuninck \| + 1" \| \| \| 3r \| Ben Tulett \| Ineos Grenadiers \| + 1" \| \| \| 4t \| Mick van Dijke \| Jumbo-Visma \| + 1" \| \| \| 5è \| Tobias Halland Johannessen \| Uno-X Pro Cycling Team \| + 1" \| \| \| 6è \| Maurice Ballerstedt \| Alpecin-Deceuninck \| + 1" \| \| \| 7è \| Tobias Lund Andresen \| Team DSM \| + 1" \| \| \| 8è \| Magnus Sheffield \| Ineos Grenadiers \| + 1" \| \| \| 9è \| Ben Zwiehoff \| Bora-Hansgrohe \| + 1" \| \| \| 10è \| Jordi Meeus \| Bora-Hansgrohe \| + 5" \| \| |                            |                        |            |
| |                            |                        |            |
| Font: ProCyclingStats |                            |                        |            |
| Classificació de l'etapa |                            |                        |            |
| Corredor | Corredor                   | Equip                  | Temps      |
| 1r | Thibau Nys                 | Trek-Segafredo         | 4h 18' 33" |
| 2n | Edward Planckaert          | Alpecin-Deceuninck     | + 1"       |
| 3r | Ben Tulett                 | Ineos Grenadiers       | + 1"       |
| 4t | Mick van Dijke             | Jumbo-Visma            | + 1"       |
| 5è | Tobias Halland Johannessen | Uno-X Pro Cycling Team | + 1"       |
| 6è | Maurice Ballerstedt        | Alpecin-Deceuninck     | + 1"       |
| 7è | Tobias Lund Andresen       | Team DSM               | + 1"       |
| 8è | Magnus Sheffield           | Ineos Grenadiers       | + 1"       |
| 9è | Ben Zwiehoff               | Bora-Hansgrohe         | + 1"       |
| 10è | Jordi Meeus                | Bora-Hansgrohe         | + 5"       |

| \| Classificació general \| Classificació general \| Classificació general \| Classificació general \| Classificació general \| \| Corredor \| Corredor \| Equip \| Temps \| \| \| --------------------- \| -------------------------- \| ------------------------ \| --------------------- \| --------------------- \| \| 1r \| Ben Tulett \| Ineos Grenadiers \| 6h 31' 28" \| \| \| 2n \| Magnus Sheffield \| Ineos Grenadiers \| + 5" \| \| \| 3r \| Thibau Nys \| Trek-Segafredo \| + 23" \| \| \| 4t \| Ådne Holter \| Uno-X Pro Cycling Team \| + 35" \| \| \| 5è \| Tobias Halland Johannessen \| Uno-X Pro Cycling Team \| + 35" \| \| \| 6è \| Mathias Vacek \| Trek-Segafredo \| + 36" \| \| \| 7è \| Ben Zwiehoff \| Bora-Hansgrohe \| + 37" \| \| \| 8è \| Rune Herregodts \| Intermarché-Circus-Wanty \| + 39" \| \| \| 9è \| Alexander Kamp \| Tudor Pro Cycling Team \| + 40" \| \| \| 10è \| Marco Brenner \| Team DSM \| + 40" \| \| |                            |                          |            |
| |                            |                          |            |
| Font: ProCyclingStats |                            |                          |            |
| Classificació general |                            |                          |            |
| Corredor | Corredor                   | Equip                    | Temps      |
| 1r | Ben Tulett                 | Ineos Grenadiers         | 6h 31' 28" |
| 2n | Magnus Sheffield           | Ineos Grenadiers         | + 5"       |
| 3r | Thibau Nys                 | Trek-Segafredo           | + 23"      |
| 4t | Ådne Holter                | Uno-X Pro Cycling Team   | + 35"      |
| 5è | Tobias Halland Johannessen | Uno-X Pro Cycling Team   | + 35"      |
| 6è | Mathias Vacek              | Trek-Segafredo           | + 36"      |
| 7è | Ben Zwiehoff               | Bora-Hansgrohe           | + 37"      |
| 8è | Rune Herregodts            | Intermarché-Circus-Wanty | + 39"      |
| 9è | Alexander Kamp             | Tudor Pro Cycling Team   | + 40"      |
| 10è | Marco Brenner              | Team DSM                 | + 40"      |

### Etapa 3
| \| Classificació de l'etapa \| Classificació de l'etapa \| Classificació de l'etapa \| Classificació de l'etapa \| Classificació de l'etapa \| \| Corredor \| Corredor \| Equip \| Temps \| \| \| ------------------------ \| ------------------------ \| ------------------------ \| ------------------------ \| ------------------------ \| \| 1r \| Alexander Kristoff \| Uno-X Pro Cycling Team \| 3h 19' 17" \| \| \| 2n \| Tobias Lund Andresen \| Team DSM \| + 0" \| \| \| 3r \| Jordi Meeus \| Bora-Hansgrohe \| + 0" \| \| \| 4t \| Madis Mihkels \| Intermarché-Circus-Wanty \| + 0" \| \| \| 5è \| Marijn van den Berg \| EF Education-EasyPost \| + 0" \| \| \| 6è \| Tim Van Dijke \| Jumbo-Visma \| + 0" \| \| \| 7è \| Edward Planckaert \| Alpecin-Deceuninck \| + 0" \| \| \| 8è \| Rasmus Tiller \| Uno-X Pro Cycling Team \| + 0" \| \| \| 9è \| Thibau Nys \| Trek-Segafredo \| + 0" \| \| \| 10è \| Vito Braet \| Team Flanders-Baloise \| + 0" \| \| |                      |                          |            |
| |                      |                          |            |
| Font: ProCyclingStats |                      |                          |            |
| Classificació de l'etapa |                      |                          |            |
| Corredor | Corredor             | Equip                    | Temps      |
| 1r | Alexander Kristoff   | Uno-X Pro Cycling Team   | 3h 19' 17" |
| 2n | Tobias Lund Andresen | Team DSM                 | + 0"       |
| 3r | Jordi Meeus          | Bora-Hansgrohe           | + 0"       |
| 4t | Madis Mihkels        | Intermarché-Circus-Wanty | + 0"       |
| 5è | Marijn van den Berg  | EF Education-EasyPost    | + 0"       |
| 6è | Tim Van Dijke        | Jumbo-Visma              | + 0"       |
| 7è | Edward Planckaert    | Alpecin-Deceuninck       | + 0"       |
| 8è | Rasmus Tiller        | Uno-X Pro Cycling Team   | + 0"       |
| 9è | Thibau Nys           | Trek-Segafredo           | + 0"       |
| 10è | Vito Braet           | Team Flanders-Baloise    | + 0"       |

## Classificació final
| \| Classificació general \| Classificació general \| Classificació general \| Classificació general \| Classificació general \| \| Corredor \| Corredor \| Equip \| Temps \| \| \| --------------------- \| -------------------------- \| ------------------------ \| --------------------- \| --------------------- \| \| 1r \| Ben Tulett \| Ineos Grenadiers \| 9h 50' 45" \| \| \| 2n \| Magnus Sheffield \| Ineos Grenadiers \| + 5" \| \| \| 3r \| Thibau Nys \| Trek-Segafredo \| + 23" \| \| \| 4t \| Attila Valter \| Jumbo-Visma \| + 24" \| \| \| 5è \| Alexander Kamp \| Tudor Pro Cycling Team \| + 30" \| \| \| 6è \| Rune Herregodts \| Intermarché-Circus-Wanty \| + 31" \| \| \| 7è \| Ådne Holter \| Uno-X Pro Cycling Team \| + 31" \| \| \| 8è \| Mathias Vacek \| Trek-Segafredo \| + 32" \| \| \| 9è \| Tobias Halland Johannessen \| Uno-X Pro Cycling Team \| + 33" \| \| \| 10è \| Marco Brenner \| Team DSM \| + 36" \| \| |                            |                          |            |
| |                            |                          |            |
| Font: ProCyclingStats |                            |                          |            |
| Classificació general |                            |                          |            |
| Corredor | Corredor                   | Equip                    | Temps      |
| 1r | Ben Tulett                 | Ineos Grenadiers         | 9h 50' 45" |
| 2n | Magnus Sheffield           | Ineos Grenadiers         | + 5"       |
| 3r | Thibau Nys                 | Trek-Segafredo           | + 23"      |
| 4t | Attila Valter              | Jumbo-Visma              | + 24"      |
| 5è | Alexander Kamp             | Tudor Pro Cycling Team   | + 30"      |
| 6è | Rune Herregodts            | Intermarché-Circus-Wanty | + 31"      |
| 7è | Ådne Holter                | Uno-X Pro Cycling Team   | + 31"      |
| 8è | Mathias Vacek              | Trek-Segafredo           | + 32"      |
| 9è | Tobias Halland Johannessen | Uno-X Pro Cycling Team   | + 33"      |
| 10è | Marco Brenner              | Team DSM                 | + 36"      |

## Evolució de les classificacions
| Etapa                  | Vencedor               | Classificació general | Classificació per punts | Classificació de la muntanya | Classificació dels joves | Classificació per equips |
| ---------------------- | ---------------------- | --------------------- | ----------------------- | ---------------------------- | ------------------------ | ------------------------ |
| P                      | Ben Tulett             | Ben Tulett            | Ben Tulett              | Ben Tulett                   | Ben Tulett               | Ineos Grenadiers         |
| 1                      | Mike Teunissen         | Ben Tulett            | Magnus Sheffield        | Magnus Sheffield             | Ben Tulett               | Ineos Grenadiers         |
| 2                      | Thibau Nys             | Ben Tulett            | Thibau Nys              | Joel Nicolau                 | Ben Tulett               | Ineos Grenadiers         |
| 3                      | Alexander Kristoff     | Ben Tulett            | Thibau Nys              | Joel Nicolau                 | Ben Tulett               | Ineos Grenadiers         |
| Classificacions finals | Classificacions finals | Ben Tulett            | Thibau Nys              | Joel Nicolau                 | Ben Tulett               | Ineos Grenadiers         |